# Miguel José Aranibar
Miguel José Aranibar fue un político peruano. 
Fue diputado de la República del Perú por la provincia de Cusco en 1829, 1831 y 1832 durante el primer gobierno del Mariscal Agustín Gamarra. 